# Lesula
De lesula (Cercopithecus lomamiensis) is een soort van het geslacht echte meerkatten (Cercopithecus).
De soort werd in 2007 ontdekt in het oosten van Congo-Kinshasa. De eerste lesula werd ontdekt in de plaats Opala in de provincie Tshopo. Deze aap werd hier in een kooi gevangen gehouden. De lesula werd hierna ook in het wild waargenomen. Het gebied waar de apen voorkomen wordt begrensd door de Lomami-rivier en de Tshuapa-rivier, en omvat het Nationaal park Lomami.
De lesula heeft grijsblond haar op het hoofd en de buik en lange zwarte armen. De apensoort wordt bedreigd doordat deze gegeten wordt als bushmeat.